# Pseudoclanis axis
Pseudoclanis axis is een vlinder uit de familie van de pijlstaarten (Sphingidae). De wetenschappelijke naam van de soort werd in 1993 gepubliceerd door Philippe Darge.